# パスカル・オビスポ

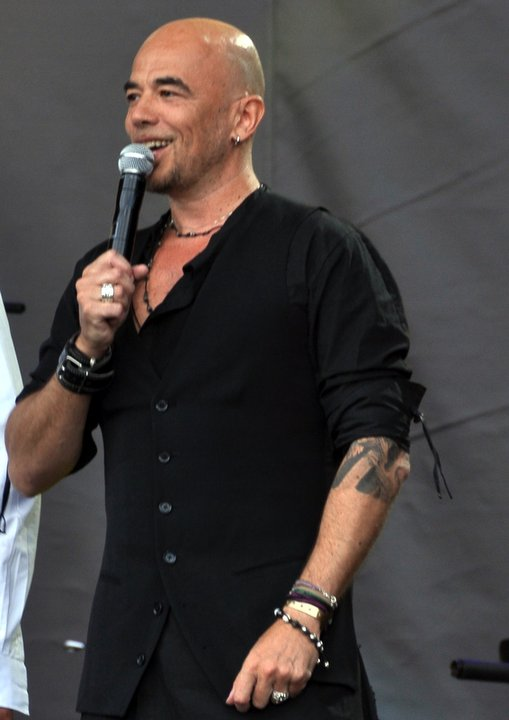
パスカル・オビスポ, 2011.

パスカル・オビスポ（Pascal Obispo 、1965年1月8日 - ）は、現在のフランスを代表するシンガーソングライター。

## 略歴
1965年1月8日にフランスのドルドーニュ県ベルジュラックで生まれる。1980年ぐらいからレンヌ(Rennes)で、センソ(Senso)というグループで音楽活動を始める。
1990年に最初のアルバム『Le long du fleuve』を発表し、1992年の『Plus que tout au monde』からフランスで知られるようになり、1996年にセリーヌ・ディオン（Céline Dion）のフランス公演で前座を務めることによって、一躍有名になる。その後、『ルシー』（Lucie）、『アサシーヌ』（Assassine）、『サ・レゾン・デットル』（Sa raison d'être）、『ファン』（Fan）、『ローザ』（Rosa）など数々のヒット曲、ヒットアルバムを出す。
また作曲家としてもジョニー・アルディー、フローラン・パニー、ザジー等に曲を書きヒットメーカーとなる。
2004年から5年にかけて行われたコンサートツアー＜FAN＞では合計80回の公演で50万人以上の観客を集めた。
2009年10月には最新アルバム『Welcome to the Magic World of Captain Samourai Flower』が発売され、キャプテン・サムライ・フラワー (Captain SamuraÏ Flower) という新しいアーティストネームで活動を始める。自分の子供たちの世代に何か地球的な問題意識を投げかけて、これからの世界を変えていきたいという願いから、2009年10月12日に地球を変えると言うテーマの元に新しいアルバムを発表し、2010年2月からそのアルバムをテーマにしたフランスコンサートツアーを行う予定。このコンサートは、パスカル・オビスポがアニメでキャプテン・サムライ・フラワーという新しいアニメキャラクターを創作し、海、森、氷の大陸などを象徴するメンバーが乗組員の＜NOWAYの箱船＞でのキャプテン・サムライ・フラワーの冒険をアニメでコンサート中に映写して、音楽をそのアニメにシンクロさせるという新しい試み。地球環境の破壊、動物の種の保護などを新しい世代に訴える。

## こぼれ話
- エイズ撲滅のチャリチーコンサートを主催し、自らのコンサート中にも「自分のため人のためにコンドームを使用しよう」とファンに訴えている。
- パスカル自身サッカーの大ファンで、ジネディーヌ・ジダンについて歌った『ジネディーヌ』（Zinédine）を発表。
- 日本でも公演されたフレンチ・ミュージカル『十戒』の音楽を作曲し、そのタイトル曲は『ブレッシング』と言うタイトルで平原綾香によって日本語で歌われた。

## ディスクグラフィー

### シングルヒット曲
- Tu vas me Manquer
- Plus que tout au monde
- Tombé pour elle (L'île aux oiseaux)
- Personne
- Le meilleur reste à venir
- Où et avec qui tu m'aimes
- Il faut du temps
- Lucie
- Les meilleurs ennemis (avec Zazie)
- Assassine
- Sa raison d'être
- Soledad
- L'important c'est d'aimer
- Millésime
- Ce qu'on voit, allée Rimbaud
- Pas besoin de regrets
- Tu trouveras (avec Natasha St-Pier)
- La prétention de rien
- Fan
- Zinédine
- Mourir demain
- Rosa
- Les fleurs du bien
- 1980 (avec Mélissa Mars)
- La machine (avec Mélissa Mars)

### アルバム
- Le long du fleuve (1990)
- Plus Que Tout au Monde (1992)
- Un Jour Comme Aujourd'hui (1994)
- Superflu (1997)
- Live 98 (1998)
- Soledad (1999)
- Millésime Live 00/01 (2001)
- Studio Fan - Live Fan (2004)
- Les Fleurs du Bien (2006)
- Les Fleurs de forest (2007)
- Welcome to the Magic World of Captain Samourai Flowers (2009)